# Lucas Pouille
Lucas Pouille (Grande-Synthe, Francuska, 23. veljače 1994.) je francuski tenisač. Na ATP Touru se natječe od 2013. godine.

## Teniska karijera
Pouille je profesinalnu tenisku karijeru započeo 2013. godine a iste je dobio wildcard (poput Ivaniševića na Wimbledonu 2001.) za predstojeći Roland Garros. To mu je ujedno bio i prvi nastup na završnici nekog Grand Slam turnira. Ondje je pobijedio američkog predstavnika Alexa Kuznetsova dok je u drugom kolu bolji bio Bugar Grigor Dimitrov.
Sezona 2016. bila je dosad najuspješnija za Pouillea. Najprije se plasirao u finale Bukurešta, svojeg prvog ATP turnira. Ondje ga je s glatkih 6-3, 6-2 pobijedio Španjolac Fernando Verdasco. Nakon toga uslijedio je plasman u polufinale Rima, turnira iz Masters serije 1000. Na tom putu je pobjeđivao protivnike kao što su Gulbis, Ferrer i Mónaco dok ga je u polufinalu svladao kasniji pobjednik Andy Murray. Poslije je uslijedio Wimbledon gdje je u trećem kolu svladao Del Potra a u sljedećem kolu Bernarda Tomića. Tako je kao iznenađenje turnira stigao do četvrtfinala u kojem je bolji bio Čeh Tomáš Berdych.
Isti uspjeh je ponovljen i na US Openu. Ondje je svladao Rafaela Nadala dok ga je u četvrtfinalu u tri seta pobijedio sunarodnjak Gaël Monfils.
25. rujna 2016. osvojio je Moselle Open, svoj prvi ATP turnir u karijeri. Ondje je bio treći nositelj a u finalu je pobijedio Dominica Thiema, tada desetog na teniskoj ljestvici.

## ATP finala

### Pojedinačno (1:1)
| Ishod   | Datum             | Turnir              | Podloga         | Protivnik         | Rezultat      |
| ------- | ----------------- | ------------------- | --------------- | ----------------- | ------------- |
| Poraz   | 24. travnja 2016. | Bukurešt, Rumunjska | zemlja          | Fernando Verdasco | 3–6, 2–6      |
| Pobjeda | 25. rujna 2016.   | Metz, Francuska     | beton (dvorana) | Dominic Thiem     | 7–6(7–5), 6–2 |

## Vanjske poveznice
- Profil tenisača na ATP World Tour.com